# Alpenus mhondana
Alpenus mhondana är en fjärilsart som beskrevs av Max Bartel 1903. Alpenus mhondana ingår i släktet Alpenus och familjen björnspinnare. Inga underarter finns listade i Catalogue of Life.